# Весёлое (станция)
Весёлое — железнодорожная станция Туапсинского региона Северо-Кавказской железной дороги, расположена в городском округе Сириус Краснодарского края на границе России и Абхазии.

## Описание
На станции делают остановку  поезда дальнего следования, следующие в Абхазию. Производится пограничный контроль. Поскольку станция пограничная, территория обнесена бетонным забором.

## История
16 июля 1989 года в связи с резким обострением обстановки в Абхазской АССР (начались беспорядки в Сухуми на национальной почве, были погибшие) прекращено движение железнодорожного транспорта в Закавказье.

## Движение поездов

### Пригородное сообщение
Пригородный поезд Адлер — Гагра / Гагра — Адлер.

### Дальнее следование
| Круглогодичное обращение поездов | Круглогодичное обращение поездов | Круглогодичное обращение поездов | Круглогодичное обращение поездов |
| № поезда                         | Маршрут движения                 | № поезда                         | Маршрут движения                 |
| -------------------------------- | -------------------------------- | -------------------------------- | -------------------------------- |
| 305                              | Москва — Сухум                   | 306                              | Сухум — Москва                   |

| Сезонное обращение поездов | Сезонное обращение поездов | Сезонное обращение поездов | Сезонное обращение поездов |
| № поезда                   | Маршрут движения           | № поезда                   | Маршрут движения           |
| -------------------------- | -------------------------- | -------------------------- | -------------------------- |
| 479                        | Санкт-Петербург — Сухум    | 480                        | Сухум — Санкт-Петербург    |
| 487                        | Самара — Сухум             | 488                        | Сухум — Самара             |
| 927                        | Туапсе — Гагра             | 928                        | Гагра — Туапсе             |